# Ciudad Apaxtla de Castrejón
Ciudad Apaxtla de Castrejón es una localidad del Estado de Guerrero, México. Es la cabecera del Municipio de Apaxtla.

## Toponimia
El significado de Apaxtla deriva del náhuatl: Apaztli, que quiere decir cuenco, plato o lebrillo; por lo que se infiere y resume en decir, que la cuna del nombre de Apaxtla, se encuentra en la barranca del Charco, continuidad de la barranca de las minas, puesto que en ese lugar, se encuentra al centro de la corriente una cavidad de más de 4 m de diámetro, la cual se formó de manera natural por la caída del agua sobre la roca que es de color azul verdosa, figurando así un Apaztli.

## Localización
Ciudad Apaxtla de Castrejón se localiza en la porción norte del estado, en medio de las estribaciones de la Sierra Madre del Sur, a una altitud de 1182 metros sobre el nivel del mar y en la coordenadas geográficas 18°08′00″N 99°56′05″O / 18.13333, -99.93472. La principal forma de comunicación a la localidad es la carretera libre no dividida Teloloapan - Apaxtla, a la que se llega a través del entronque de la Carretera Federal 51 en Teloloapan, con dirección al sur. Apaxtla también se encuentra comunicada con otras localidades hacia el oriente, entre ellas Cocula y Cuetzala del Progreso, a través de caminos revestidos y de terracería.

### Distancias
Las distancias entre Ciudad Apaxtla de Castrejón y algunas localidades son las siguientes:
- Teloloapan (entronque a Carretera Federal 51) — 35 km
- San Marcos — 30 km
- Los Sauces — 36 km
- Central Hidroeléctrica C. F. E. "Ing. Carlos Ramírez Ulloa"￼ — 35 km

## Demografía

### Población
Según los datos que arrojó el Censo de Población y Vivienda realizado por el Instituto Nacional de Estadística y Geografía (INEGI) con fecha censal del año 2020, la localidad de Ciudad Apaxtla de Castrejón contaba hasta ese año con un total de 7256 habitantes, por lo que se ubica como la sexta ciudad más poblada de la región Norte y la 36 a nivel estado.
| Gráfica de evolución demográfica de Ciudad Apaxtla de Castrejón entre 1930 y 2020                        |
| |
| En 1940, 1995 y 2005 descendió la población. En el año de 1990 fue el mayor crecimiento de la población. |